# Lago General Pinto Concha
El lago General Pinto Concha es un cuerpo de agua superficial ubicado al interior del parque nacional Hornopirén en la comuna de Hualaihué, Región de Los Lagos.

## Ubicación y descripción
El lago tiene un espejo de 475 hectáreas y es origen del río Negro (Hornopirén). El inventario público de lagos de Chile le asigna el código 10610091-8 en el Banco Nacional de Aguas.
Tanto el mapa File:41-pto-montt-ancud-castro-MP0001339.pdf del Instituto Geográfico Militar de Chile (1945, 1:500.000) como el de Luis Risopatrón File:13-puerto-montt-ancud.jpg no muestran este lago. Sin embargo, el mapa más actual  y también el mapa de localización a la izquierda muestran el lago.

## Historia
Luis Risopatrón lo describe brevemente en su Diccionario Jeográfico de Chile de 1924:
Jeneral Pinto Concha (Lago) 41° 50'? 72° 15'?. Es de pequeña estension i se encuentra en los óríjenes del rio Negro, de el canal Hornopiren. 79, 1916, p. 303 i croquis.